# Corythalia
Corythalia C. L. Koch, 1850 è un genere di ragni appartenente alla Famiglia Salticidae.

## Distribuzione
Le 72 specie oggi note di questo genere sono diffuse prevalentemente in America centrale e meridionale. Solo 2 specie, la C. conspecta e la C. opima sono state reperite anche negli USA.

## Tassonomia
Per ragioni mai chiarite, l'aracnologo Roewer non accetta la sinonimia di Makthalia Badcock, 1932 con questo genere proposta da Mello-Leitão nel 1939.
Corythalia è considerato un sinonimo anteriore di Taeoma Mello-Leitão, 1939, a seguito di uno studio dell'aracnologa Galiano del 1962.
A dicembre 2010, si compone di 72 specie, una sottospecie e tre specie fossili:
1. Corythalia alacris (Peckham & Peckham, 1896) — Guatemala
2. Corythalia albicincta (F. O. P.-Cambridge, 1901) — America centrale
3. Corythalia arcuata Franganillo, 1930 — Cuba
  - Corythalia arcuata fulgida Franganillo, 1930 — Cuba
4. Corythalia argentinensis Galiano, 1962 — Argentina
5. Corythalia argyrochrysos (Mello-Leitão, 1946) — Paraguay
6. Corythalia banksi Roewer, 1951 — Hispaniola, Porto Rico
7. Corythalia barbipes (Mello-Leitão, 1939) — Paraguay
8. Corythalia bicincta Petrunkevitch, 1925 — Panama
9. Corythalia binotata (F. O. P.-Cambridge, 1901) — Messico
10. Corythalia blanda (Peckham & Peckham, 1901) — Trinidad
11. Corythalia brevispina (F. O. P.-Cambridge, 1901) — Guatemala
12. Corythalia bryantae Chickering, 1946 — Panama
13. Corythalia canalis (Chamberlin, 1925) — Panama
14. Corythalia chalcea Crane, 1948 — Venezuela
15. Corythalia chickeringi Kraus, 1955 — El Salvador
16. Corythalia cincta (Badcock, 1932) — Paraguay
17. Corythalia circumcincta (F. O. P.-Cambridge, 1901) — Messico
18. Corythalia circumflexa (Mello-Leitão, 1939) — Venezuela
19. Corythalia clara Chamberlin & Ivie, 1936 — Panama
20. Corythalia conformans Chamberlin & Ivie, 1936 — Panama
21. Corythalia conspecta (Peckham & Peckham, 1896) — dagli USA alla Costa Rica
22. Corythalia cristata (F. O. P.-Cambridge, 1901) — Messico
23. Corythalia cubana Roewer, 1951 — Cuba
24. Corythalia diffusa Chamberlin & Ivie, 1936 — Panama
25. Corythalia electa (Peckham & Peckham, 1901) — Colombia
26. Corythalia elegantissima (Simon, 1888) — Hispaniola
27. Corythalia emertoni Bryant, 1940 — Cuba
28. Corythalia excavata (F. O. P.-Cambridge, 1901) — Messico
29. Corythalia fimbriata (Peckham & Peckham, 1901) — Brasile
30. Corythalia flavida (F. O. P.-Cambridge, 1901) — Guatemala
31. Corythalia gloriae Petrunkevitch, 1930 — Porto Rico
32. Corythalia grata (Peckham & Peckham, 1901) — Brasile
33. Corythalia hadzji Caporiacco, 1947 — Guyana
34. Corythalia heliophanina (Taczanowski, 1871) — Guiana francese
35. Corythalia insularis Ruiz, Brescovit & Freitas, 2007 — Brasile
36. Corythalia iridescens Petrunkevitch, 1926 — Isole Vergini
37. Corythalia latipes (C. L. Koch, 1846)[2] — Brasile
38. Corythalia locuples (Simon, 1888) — Hispaniola
39. Corythalia luctuosa Caporiacco, 1954 — Guiana francese
40. Corythalia metallica (Peckham & Peckham, 1895) — Isole Saint Vincent e Grenadine (Piccole Antille)
41. Corythalia modesta Chickering, 1946 — Panama
42. Corythalia murcida (F. O. P.-Cambridge, 1901) — America centrale
43. Corythalia neglecta Kraus, 1955 — El Salvador
44. Corythalia nigriventer (F. O. P.-Cambridge, 1901) — Panama
45. Corythalia nigropicta (F. O. P.-Cambridge, 1901) — America centrale
46. Corythalia noda (Chamberlin, 1916) — Perù
47. Corythalia obsoleta Banks, 1929 — Panama
48. Corythalia opima (Peckham & Peckham, 1885) — dagli USA a Panama
49. Corythalia panamana Petrunkevitch, 1925 — Panama
50. Corythalia parva (Peckham & Peckham, 1901) — Brasile
51. Corythalia parvula (Peckham & Peckham, 1896) — dal Messico a Panama
52. Corythalia peckhami Petrunkevitch, 1914 — Dominica
53. Corythalia penicillata (F. O. P.-Cambridge, 1901) — Messico, Guatemala
54. Corythalia placata (Peckham & Peckham, 1901) — Trinidad
55. Corythalia porphyra Brüning & Cutler, 1995 — Costa Rica
56. Corythalia pulchra Petrunkevitch, 1925 — Panama
57. Corythalia quadriguttata (F. O. P.-Cambridge, 1901) — dal Messico a Panama
58. Corythalia roeweri Kraus, 1955 — El Salvador
59. Corythalia rugosa Kraus, 1955 — El Salvador
60. Corythalia serrapophysis (Chamberlin & Ivie, 1936) — Panama
61. Corythalia spiralis (F. O. P.-Cambridge, 1901) — da El Salvador a Panama
62. Corythalia spirorbis (F. O. P.-Cambridge, 1901) — Panama
63. Corythalia squamata Bryant, 1940 — Cuba
64. Corythalia sulphurea (F. O. P.-Cambridge, 1901) — Costa Rica, Panama
65. Corythalia tristriata Bryant, 1942 — Porto Rico
66. Corythalia tropica (Mello-Leitão, 1939) — Venezuela
67. Corythalia ursina (Mello-Leitão, 1940) — Guyana
68. Corythalia valida (Peckham & Peckham, 1901) — Brasile
69. Corythalia vervloeti Soares & Camargo, 1948 — Brasile
70. Corythalia voluta (F. O. P.-Cambridge, 1901) — El Salvador, Panama
71. Corythalia walecki (Taczanowski, 1871) — Guyana, Guiana francese
72. Corythalia xanthopa Crane, 1948 — Venezuela

### Specie fossili
- Corythalia ocululiter Wunderlich, 1988 †; fossile, Neogene
- Corythalia pilosa Wunderlich, 1982 †; fossile, Neogene
- Corythalia scissa Wunderlich, 1988 †; fossile, Neogene[3]

### Specie trasferite
- Corythalia albovittata Mello-Leitão, 1948; trasferita al genere Chira Peckham & Peckham, 1896, con la denominazione di Chira albovittata (Mello-Leitão, 1948). Uno studio dell'aracnologa Galiano del 1961 ne ha ravvisato la sinonimia con Chira trivittata (Taczanowski, 1871)[1]
- Corythalia aurata (Hentz, 1846); trasferita al genere Anasaitis Bryant, 1950, con la denominazione di Anasaitis aurata (Hentz, 1846). Uno studio dell'aracnologo Richman del 1978 ne ha ravvisato la sinonimia con Anasaitis canosa (Walckenaer, 1837)[1]
- Corythalia canosa (Walckenaer, 1837); trasferita al genere Anasaitis Bryant, 1950, con la denominazione di Anasaitis canosa (Walckenaer, 1837)[1]
- Corythalia crucifera (Keyserling, 1885); trasferita al genere Anasaitis Bryant, 1950, con la denominazione di Anasaitis crucifera (Keyserling, 1885). Uno studio degli aracnologi Richman e Cutler del 1978 ne ha ravvisato la sinonimia con Anasaitis canosa (Walckenaer, 1837)[1]
- Corythalia delicatula Gertsch & Mulaik, 1936; trasferita al genere Chalcoscirtus Bertkau, 1880, con la denominazione di Chalcoscirtus delicatulus (Gertsch & Mulaik, 1936). Uno studio dell'aracnologo Edwards del 1980 ne ha ravvisato la sinonimia con Chalcoscirtus diminutus (Banks, 1896)[1]

### Nomina dubia
- Corythalia magnus (Walckenaer, 1837); gli esemplari maschili e femminili, reperiti negli USA e descritti originariamente nell'ex-genere Attus a seguito di uno studio degli aracnologi Richman e Cutler del 1978, sono da considerarsi nomina dubia[1].
- Corythalia variegata Caporiacco, 1954; gli esemplari giovani reperiti in Guyana francese, a seguito di uno studio degli aracnologi Ruiz e Brescovit del 2008, sono da considerarsi nomina dubia[1].

### Nomina nuda
- Corythalia dimidiata Simon, 1901; sono esemplari non sufficientemente descritti dall'autore, da considerarsi nomina nuda[1].
- Corythalia major Simon, 1901; sono esemplari non sufficientemente descritti dall'autore, da considerarsi nomina nuda[1].
- Corythalia sellata Simon, 1903; sono esemplari non sufficientemente descritti dall'autore, da considerarsi nomina nuda[1].